# Schickendantziella
Schickendantziella, monotipski rod lukovičastih geofita iz prodice zvanikovki. Jedina je vrsta S. trichosepala iz jugoistočne Bolivije i sjeverozapadne Argentine
Rod i vrsta opisani su 1903.

## Sinonimi
- Schickendantzia Speg.
- Schickendantzia trichosepala Speg.; Pl. Nov. Argentina. 3: 7 (1897)